# فيكتوريا زيزكوف
نادي فيكتوريا زيزكوف هو أحد أندية الدوري التشيكي تأسس عام 1903 يلعب في الدوري التشيكي الممتاز